# Windham (Nuevo Hampshire)
Windham es un pueblo ubicado en el condado de Rockingham en el estado estadounidense de Nuevo Hampshire. En el Censo de 2010 tenía una población de 13.592 habitantes y una densidad poblacional de 188,34 personas por km².

## Geografía
Windham se encuentra ubicado en las coordenadas 42°48′40″N 71°18′10″O / 42.81111, -71.30278. Según la Oficina del Censo de los Estados Unidos, Windham tiene una superficie total de 72.17 km², de la cual 69.43 km² corresponden a tierra firme y (3.8%) 2.74 km² es agua.

## Demografía
Según el censo de 2010, había 13.592 personas residiendo en Windham. La densidad de población era de 188,34 hab./km². De los 13.592 habitantes, Windham estaba compuesto por el 95.16% blancos, el 0.43% eran afroamericanos, el 0.19% eran amerindios, el 2.88% eran asiáticos, el 0.06% eran isleños del Pacífico, el 0.21% eran de otras razas y el 1.06% pertenecían a dos o más razas. Del total de la población el 1.6% eran hispanos o latinos de cualquier raza.